# هارون ديكسون
هارون ديكسون (بالإنجليزية: Aaron Dixon)‏ هو ناشط سلام وسياسي أمريكي، ولد في 2 يناير 1949 بشيكاغو في الولايات المتحدة. حزبياً، نشط في حزب الخضر الأمريكي.

## خلفيته
عمل خلال فترة مراهقته برفقة مارتن لوثر كينغ الابن لإنهاء التمييز العنصري المتعلق بالإسكان في ولاية سياتل الأمريكية، وكان واحد من أول من شاركوا في برنامج دمج الحافلات المدرسية. أثر فيه اغتيال مارتن لوثر كينغ بشدة ودفعه بقة و باتجاه حركة القوة السوداء. في أبريل/نيسان عام 1968، كان آرون برفقة شقيقه إلمر في سان فرانسيسكو لحضور مؤتمر اتحاد طلاب بلاك كوست السود، وخلال ذلك الوقت حضرا جنازة بوبي هاتون، وهو واحد من أعضاء حزب الفهود السود الذي قتل في اشتباك مع الشرطة. التقي آرون بعد الجنازة مع مجموعة من قادة الحزب مثل بوبي سيل وكاثلين كليفر، الذين أحيوا انطباعًا عميقًا في نفسه. دفع الوقت الذي قضاه الأخوان ديكسن  في سان فرانسيسكوا إياهما إلى تأسيس أول فرع لحزب الفهود السود خارج كاليفورنيا في ولاية سياتل.
خلال كونه عضوًا في حزب الفهود السود، أطلق ديكسن برنامج الإفطار المجاني للأطفال الذي ساهم في توفير الطعام لآلاف الأطفال الأفارقة الجوعي، وساعد بافتتاح عيادة طبية وقانونية مجانية. استمر عمل العيادة حتى اليوم الحاضر تحت اسم عيادة كارولين داونز، والتي أصبحت جزءًا من المركز الصحي لمجتمع أطباء البلد. خلال ذلك الوقت، اتُّهم الأخوة ديكسن تبعًا لصحيفة سياتل الأسبوعية بالتورط في تفجير عدد من المؤسسات والشركات التي اعتبروها عنصرية.
شارك هارون أيضًا في السياسة الانتخابية خلال عمله في الحملة البلدية ليونيل ويلسون، والذي تم انتخابه كأول عمدة أسود لأوكلاند، كاليفورنيا عام 1977.
بعد تركه للحزب، عمل ديكسن  مع عدد من المنظمات غير الربحية، مركزًا في عمله على المخدرات والكحول ومساعدة الشبان اليافعين المشردين. في عام 2001، أسس سينرال هاوس، وهي منظمة غير ربحية لإيواء الأشخاص المشردين من الشبان اليافعين. تبع سنترال هاوس مشروع قيادة الشباب الذي مارس نشاطه ضمن أربع ثانويات عامة في سياتل. ساعد المشروع الشباب في التفكير بإيجابية والتخرج من الثانوية واختيار أقدارهم بأنفسهم، كما علمهم مدى أهمية مساعدتهم لمجتمعاتهم.
ديسكون هو أب لستة أولاد، ويعيش حاليًا في ألباكركي، نيو مكسيكو.

## السباق الرئاسي لمجلس الشيوخ عام 2006
في 9 مارس عام 2006، أعلن ديكسن عن نيته بتمثيل الحزب الأخضر بترشحة قانون مكافحة الإرهاب لانتخابات مجلس الشيوخ الأمريكي، متحديًا لماريا كانتويل في دعمها المستمر للوجود الأمريكي في العراق وقانون مكافحة الإرهاب.
تضمن برنامجه الانتخابي الانسحاب التام من العراق وإلغاء قانون مكافحة الإرهاب ودعم الزواج من نفس الجنس، وتوفير تأمين صحي شامل للجميع وإنهاء حملة الحرب على المخدرات وجلب الانتباه لمشكلة الفقر.
في 8 أبريل عام 2006، بدأت حملة ديكسن  بشكل رسمي بحضور 350 شخص في مركز غارفيلد الاجتماعي حيث جمع مبلغ 4000 دولار أمريكي. من بين المتحدثين كانوا ايمي هاغوبيان وإيلين براون.
في 13 مايو عام 2006، ترشح ديكسن بأغلبية ساحقة كممثل لحزب الخضر في مجلس الشيوخ الأمريكي بواشنطن.
في 10 يوليو عام 2006، أعلن مكتب وزير الخارجية أن حملة ديكسون الانتخابية جمعت توقيعات الترشيح المناسبة وأن ديكسن سيظهر في اقتراع نوفمبر/تشرين الثاني. كما ظهر في الاقتراع أيضًا المرشح الليبرالي بروس غوثري، والمرشح المستقل روبن أدير، وظهر بعد انتصارات الانتصارات الأولية في 19 سبتمبر: ماريا كانتويل، والمنافس من الحزب الجمهوري مايك مكجافيك.

### القرارات والانتقادات
جاءت ردود الفعل الإيجابية على ترشيح ديكسن من بعض التقدميين المحليين، والناشطين الداعمين للسلام، ونشطاء حقوق المثليين وقادة المجتمع، فضلاً عن الرئيسة الجمهورية ديان تبيليوس. ظهرت ردود فعل سلبية من قبل الديمقراطيين تحت ما يدعى «تأثير المخرّب». أنكر ديكسن  كونه مخرّبًا، بحجة أن دعم كانتويل لحرب العراق عام 2003 تعني استقطابه للناخبين المناهضين للحرب والذين لن يدعموا كانتويل.
جذب دخول ديكسون إلى ما أسماه الكثيرون بكونه «سباق متنازع عليه» اهتمام وسائل الإعلام على الفور، والذي سرعان ما حظي بدعم من بريتا بتلر وول، رئيسة مجلس مدرسة سياتل، وسالي سوريانو، رئيسة مجلس الإدارة، وايمي هاغوبيان، رئيسة رابطة الآباء والمعلمين التابعة لمدرسة غارفيلد الثانوية، إضافةً إلى عضو مجلس مدينة أولمبيا ت جي جونسون، وإيلين براون، الرئيسة السابقة لحزب الفهود الأسود، ومالك رحيم، مؤسس منظمة الأرضية المشتركة، وتود كريتيان، منظم مبادرة «التعليم وليس القتال» عام 2006 والذي كان المرشح عن الحزب الأخضر لمجلس الشيوخ في كاليفورنيا عام 2006.
لاقى ديكسن  الكثير من الانتقادات وسجّلت بحقه تهم جنائية، أغلبها كان مخالفات مرورية، مما جعله مدينًا للمدينة بمبلغ كبير من الغرامات. أظهرت السجلات العامة التي أعلن عنها المرشح الدائم ريتشارد بوب أن ديكسن مدين بعدة آلاف الدولارات لزوجته السابقة كغرامات لرعاية الطفل. وصف ديكسون هذه المصاريف بكونها تكاليف إضافية إلى مدفوعاته المتفق عليها، وأنه كان يعمل على سداد الديون.
فازت حملة ديكسن في أغسطس/آب عام 2006 بتأيدد بعض الناشطين البارزين المناهضين للحرب، من بينهم أنتوني أرنوف، مؤلف كتاب «العراق: منطق الانسحاب» ومشارك في تأليف كتاب «أصوات من تاريخ شعب الولايات المتحدة» بالتعاون مع هوارد زين.
في 25 سبتمبر/أيلول، أقرت صحيفة كاونتربنش حدوث اتصال في شهر يوليو/تموز بين ديكسن  وموظف حملة كانتويل مارك ويلسون، الذي عرض على ديكسن مبلغًا كبيرًا من التبرعات لسنترال هاوس، إذا قام بسحب ترشيحه قبل التقديم. قال نيكسن حول ذلك: «اتصل بي مارك وأخبرني بامتلاك الكثير من الناس المنضمين لحملة مبالغ هائلة من المال وقال أن بإمكانه جمع التبرعات لصالح سنترال هاوس بمبالغ كبيرة، وعاد للإتصال بي مرة أخرى بعد أسبوع ليخبرني نفس الشيء، ولكني لم أوافق على ذلك، كان إنهاء الحرب أمرًا ذا أهمية في رأيي». يدعى ديسك بأن ويسلون لم يكن الموظف الوحيد في كانتويل الذي اتصل به على أمل إقناعه بالانسحاب من سباق الترشح، ولكنه رفض ذكر أية أسماء أخرى. وردًا على ذلك، قالت المتحدثة باسم حملة كانتويل، كاثرين ليستر، بأنها ليست على علم بوجود أي موظف اتصال مع ديكسن  حينها، وقال بأنه من غير المخوّل لأي أحد الإتصال بديكسن  ومناقشته حول ترشّحه.

### استبعاده واعتقاله في 17 أكتوبر
في 17 أكتوبر/تشرين الأول من عام 2006، تم اعتقال ديكسن نتيجة اتهامه باعتداء على أستديو تلفزيون كينغ-5 في سياتل، احتجاجًا على استبعاده من مناظرة مجلس الشيوخ الأمريكي المتلفزة التي كان يتم تصويرها هناك. أظهر تقرير متلفز من قناة كينغ اعتقال ديكسن من قبل الشرطة ووضعه في السيارة بعد تقييد كلتا يديه، وسط تجمع عشرات من مؤيديه الذين هتفوا بعبارات لإطلاق سراحه. أكدت شرطة سياتل اعتقالها شخصًا بتهمة التعدي على ممتلكات الغير ولكنها رفضت البوح بهويته.